# Drzewik (gryzoń)
Drzewik (Arborimus) – rodzaj ssaków z podrodziny karczowników (Arvicolinae) w obrębie rodziny chomikowatych (Cricetidae)

## Zasięg występowania
Rodzaj obejmuje gatunki występujące endemicznie w Stanach Zjednoczonych.

## Morfologia
Długość ciała (bez ogona) 95–110 mm, długość ogona 60–83 mm, długość ucha 10–13 mm, długość tylnej stopy 19–22 mm; masa ciała 25–50 g.

## Systematyka
Rodzaj zdefiniował w 1915 roku amerykański zoolog Walter Taylor w artykule poświęconym opisem nowego podrodzaju karczowników, z wkładem w poznanie i rozmieszczenie drzewika czerwonawego, opublikowanym w czasopiśmie Proceedings of the California Academy of Sciences. Gatunkiem typowym jest (oryginalne oznaczenie) drzewik czerwonawy (A. longicaudus).

### Etymologia
- Arborimus: łac. arbor, arboris ‘drzewo’[9]; mus, muris ‘mysz’, od gr. μυς mus, μυος muos ‘mysz’[10].
- Paraphenacomys: gr. παρα para ‘blisko’; rodzaj Phenacomys Merriam, 1889 (wrzosownik)[3]. Gatunek typowy (oryginalne oznaczenie): Phenacomys albipes Merriam, 1901.

### Podział systematyczny
Do rodzaju należą następujące występujące współcześnie gatunki:
| Grafika | Gatunek               | Autor i rok opisu                | Nazwa zwyczajowa      | Podgatunki         | Rozmieszczenie geograficzne                                                                                                | Podstawowe wymiary                            | Status IUCN |
| ------- | --------------------- | -------------------------------- | --------------------- | ------------------ | --- | --------------------------------------------- | ----------- |
|         | Arborimus albipes     | (Merriam, 1901)                  | drzewik białonogi     | gatunek monotypowy | Oregon (rzeka Kolumbia na południe wzdłuż Gór Nadbrzeżnych i zachodnie Góry Kaskadowe) na południe do północnej Kalifornii | DC: 10,3–11 cm DO: 6,2–7,1 cm MC: brak danych | LC          |
|         | Arborimus longicaudus | (F.W. True, 1890)                | drzewik czerwonawy    | 2 podgatunki       | Oregon (Góry Nadbrzeżne i zachodnie Góry Kaskadowe) na południe do hrabstwa Humboldt (Kalifornia)                          | DC: 9,8–10,4 cm DO: 6–8,3 cm MC: 25–50 g      | NT          |
|         | Arborimus pomo        | M.L. Johnson & S.B. George, 1991 | drzewik kalifornijski | gatunek monotypowy | północna Kalifornia (lasy nadmorskie od gór Klamath Mountains na południe do hrabstwa Sonoma)                              | DC: 9,5–10,3 cm DO: 6,4–7,3 cm MC: 20–45 g    | NT          |

Kategorie IUCN:  LC  – gatunek najmniejszej troski,  NT  – gatunek bliski zagrożenia.
Opisano również gatunki wymarłe:
- Arborimus brachyodus (Repenning & Grady, 1988)[13] (Stany Zjednoczone; plejstocen)
- Arborimus gryci (Repenning, 1987)[14] (Stany Zjednoczone; pliocen/holocen)